# Comté de Nungarin
Le Comté de Nungarin est une zone d'administration locale au sud-est de l'Australie-Occidentale en Australie. Le comté est situé à 40 km au nord de Merredin et à environ 300 km à l'est de Perth, la capitale de l'État. C'est l'un des comtés les moins peuplés de l'État.

## Présentation
Le centre administratif du comté est la ville de Nungarin.
Le comté est divisé en un certain nombre de localités :
- Nungarin
- Burran Rock
- Chandler
- Elabbin
- Kwelkan
- Mangowine

Le comté a sept conseillers locaux et est divisé en trois circonscriptions.